# Haplogruppe O (Y-DNA)
Haplogruppe O ist in der Humangenetik eine Haplogruppe des Y-Chromosoms.
Diese Haplogruppe haben 80 bis 90 % aller Männer in Ostasien und in Südostasien gemeinsam. In dieser Region kommt sie fast ausschließlich alleine vor. Die Mutation M175 ist in Westsibirien und in Westasien fast nicht vorhanden. Sie fehlt auch in Europa, Afrika und Amerika. Dennoch tritt Haplogruppe O in bedeutender Dichte in den Bevölkerungen von Südasien, von Mittelasien und in Ozeanien auf.

## Untergruppen
Die Untergruppen der Haplogruppe O mit ihrer entscheidenden Mutation, nach dem 2008er ISOGG-Stammbaum:
- O (M175)
  - O*
  - Haplogruppe O1 (MSY2.2)
    - O1*
    - O1a (M119) Typisch für Austronesier, südliche Han-Chinesen, und Tai-Kadai-Sprachen
      - O1a*
      - O1a1 (P203)
        - O1a1*
        - O1a1a (M101)

      - O1a2 (M50, M103, M110)

  - Haplogruppe O2 (P31, M268)
    - O2*
    - Haplogruppe O2a (M95) Typisch für Austroasiatische Sprachen, Tai-Kadai-Sprachen, Malayen und Indonesier, mit einer mittleren Verbreitung außerhalb Südasiens, Südostasiens, Ostasiens und Zentralasiens
      - O2a*
      - O2a1 (M88, M111) wurde in hoher Zahl gefunden bei Hani, She, Tai, Kambodschanern und Vietnamesen, mit einer mittleren Verbreitung bei Qiang, Yi, Hlai, Miao, Yao, Indigenen Völker Taiwans und Han Chinesen in Sichuan, Guangxi und Guangdong
        - O2a1*
        - O2a1a (PK4) wurde in geringer Konzentration bei Paschtunen gefunden. [2]

      - O2a2 (M297)

    - Haplogruppe O2b (M176/SRY465, P49, 022454)
      - O2b* Typisch für Koreaner, mit einer mittleren Verbreitung bei Ryukyuken, Japanern, Indonesiern, Vietnamesen, Thais, Manchus, Ewenken und Mikronesiern, Mongolen, Altaier, Kasachen
      - O2b1 (47z) Typisch für Japaner und Ryukyuken, mit einer mittleren Verbreitung bei Indonesiern, Thai, Koreanern und Vietnamesen

  - Haplogruppe O3 (M122) Typisch für Bevölkerungen in Ostasien, Südostasien und kulturellen austronesischen Regionen Ozeaniens, mit einer mittleren Verbreitung in Zentralasien
    - O3*
    - O3a (M324, P93, P197, P198, P199, P200)
      - O3a*
      - O3a1 (DYS257/P27.2, M121)
      - O3a2 (M164)
      - O3a3 (P201/021354)
        - O3a3*
        - O3a3a (M159)
        - O3a3b (M7) Typisch für Hmong-Mien Sprachen, mit einer mittleren Verbreitung bei Han-Chinesen, Bouyei), Qiang und Oroqen[3]
          - O3a3b*
          - O3a3b1 (M113, M188, M209)
            - O3a3b1*
            - O3a3b1a (N4)
            - O3a3b1b (N5)

          - O3a3b2 (P164)

        - O3a3c (M134) Typisch für Sinotibetische Sprachen, mit einer mittleren Verbreitung außerhalb Ostasiens und Südostasiens
          - O3a3c*
          - O3a3c1 (M117, M133)
            - O3a3c1*
            - O3a3c1a (M162)

          - O3a3c2 (P101)

      - O3a4 (002611)
        - O3a4*
        - O3a4a (P103)

      - O3a5 (M300)
      - O3a6 (M333)